# 1995 UH6
1995 UH6 är en asteroid i huvudbältet som upptäcktes den 16 oktober 1995 av den japanska astronomen Takao Kobayashi vid Ōizumi-observatoriet.
Asteroiden har en diameter på ungefär 4 kilometer och den tillhör asteroidgruppen Harig.